# Gyaritus javanicus
Gyaritus javanicus är en skalbaggsart som beskrevs av Stefan von Breuning och De Jong 1941. Gyaritus javanicus ingår i släktet Gyaritus och familjen långhorningar. Inga underarter finns listade i Catalogue of Life.